# Малотерёхино
Малотерёхино — упразднённая деревня в Колосовском районе Омской области. Входила в состав Бражниковского сельсовета. Исключена из учётных данных в 1974 г.

## География
Располагалось на левом берегу реки Оша, в 4 км (по прямой) к северо-востоку от села Бражниково.

## История
Основана в 1620 году. В 1928 году деревня Мало-Терехина состояла из 30 хозяйств. В административном отношении входила в состав Корсинского сельсовета Нижне-Колосовского района Тарского округа Сибирского края. Исключена из учётных данных на основании райисполкома от 02.01.1974 года.

## Население
По переписи 1926 г. в деревне проживало 157 человек (78 мужчин и 79 женщин), основное население — белоруссы.